# Klaus Peter Samson

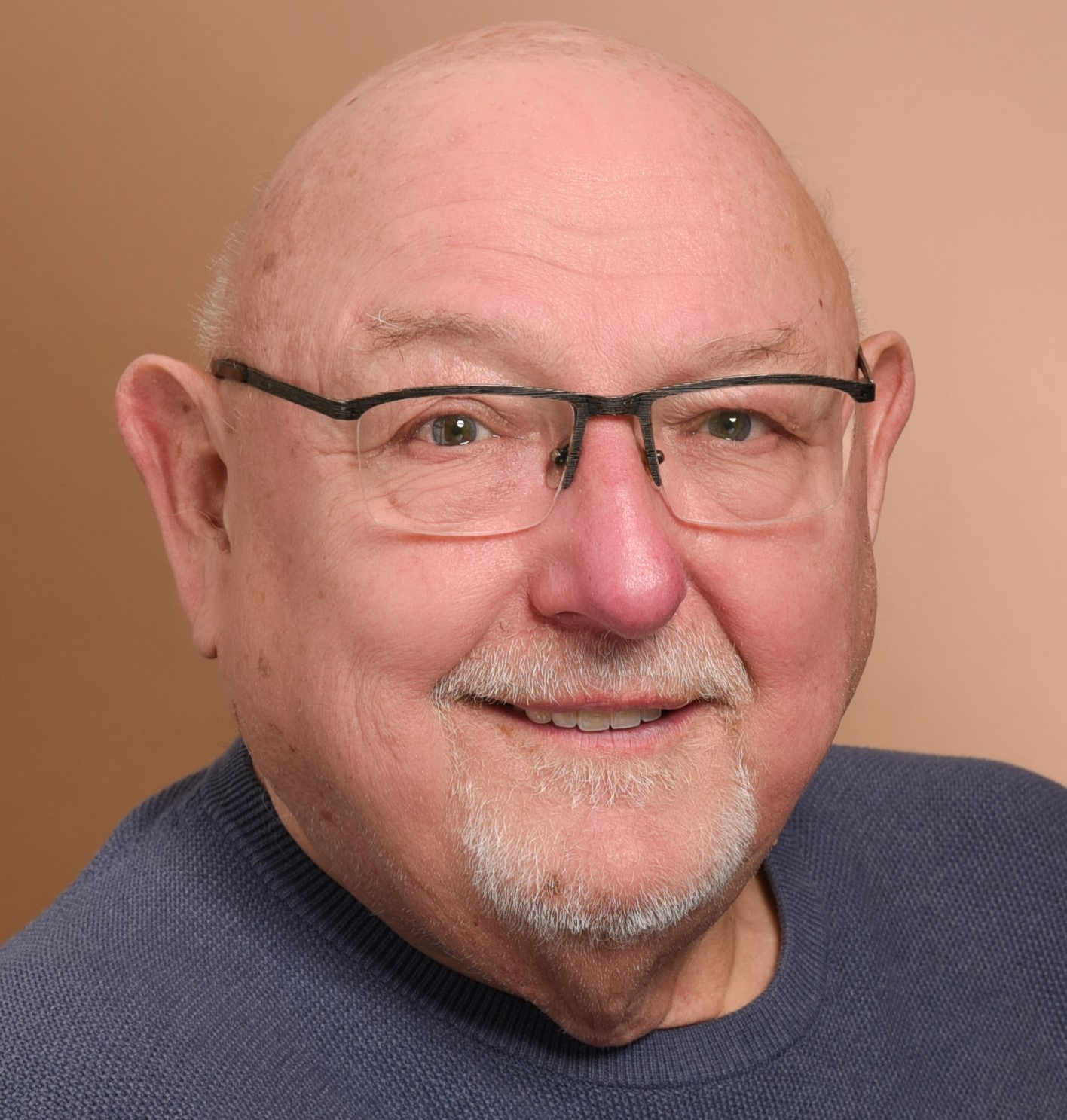
Klaus Peter Samson (2023)

Klaus Peter Samson (* 17. April 1943 in Elbing (Deutsches Reich), heute Polen) ist ein deutscher Sänger (Tenor), Gesangspädagoge, Kulturmanager und Gründer der SängerAkademie Hamburg.

## Leben
Klaus Peter Samson ist Sohn eines Postbeamten und einer Verwaltungsangestellten. Er wuchs nach der Flucht aus Polen in Lübeck auf. Samson nahm Unterricht am Johanneum, entwickelte dort seine musikalischen Fähigkeiten und trat als Knabensopran auf. Fortan wurde er für solistische Aufgaben (1. Knabe in Wolfgang Amadeus Mozarts Die Zauberflöte am Stadttheater Lübeck) herangezogen. 1956 siedelte er mit seinen Eltern nach Hamburg-Bergedorf um und absolvierte vor dem Musikstudium auf Wunsch seiner Eltern zuerst eine kaufmännische Ausbildung. Maja Stein ebnete ihm den Weg, dass er 1965 an der Hamburger Musikhochschule ein Gesangsstudium beginnen konnte, das er 1969 an der Stuttgarter Musikhochschule bei Josef Traxel fortsetzte. Samson legte bei Kammersänger Wolfgang Windgassen die Opernreifeprüfung ab. Nachdem er sein Gesangsstudium mit der Künstlerischen Reifeprüfung 1972 an der Musikhochschule ablegte, gastierte er als Antonio im Liebesverbot von Richard Wagner beim Internationalen Jugend-Festspieltreffen in Bayreuth und 1973 als Tanzmeister und Scaramuccio in der Richard-Strauss-Oper Ariadne auf Naxos am Stadttheater in Trier. Vor allem aber trat er als Konzertsänger auf.
Der Präsident des Deutschen Musikrates, Siegfried Borris holte Samson als stellvertretenden Generalsekretär nach Bonn-Bad Godesberg. Hier wurde er Nachfolger von Roland Scholl, dem langjährigen Kanzler an der Hochschule für Musik und Theater in Hannover. Er erhielt gleichzeitig Lehraufträge für Gesang an der EWH Koblenz und der Universität in Bonn.
1977 wurde Samson Generalsekretär der Deutschen Phono-Akademie in Hamburg. Um den Gedanken „Kulturträger Schallplatte“ vermehrt in das öffentliche Bewusstsein zu tragen, organisierte er das „Deutsche Pop Nachwuchs Festival“ im Stadttheater Würzburg in Zusammenarbeit mit dem Bayerischen Rundfunk, den Deutschen Schallplattenpreis (heute Echo) bei den Internationalen Maifestspielen Wiesbaden, sowie in Verbindung mit der Hochschule für Musik und Theater Hamburg zahlreiche auch internationale Fachtagungen, zum Beispiel Jazz in den Medien oder Wunsch und Wirklichkeit der Nachwuchsförderung in der Popularmusik.
Nach einer Initiative des GEMA-Präsidenten und Vorsitzenden der Arbeitsgemeinschaft zur Talentförderung in der Popularmusik, München, Erich Schulze, wurde ein „Modellversuch Popularmusik“ (heute „Popkurs“) in Hamburg gestartet, bei dem Samson als Dozent und stellvertretender Projektleiter mitarbeitete, die Studienordnung mit entwickelte und sich in den Kultus- und Bildungsministerien dafür einsetzte, dass die Popularmusik in das Ausbildungssystem mit integriert werden konnte. Eine durch ihn initiierte Resolution der Generalversammlung des Deutschen Musikrates unterstützte dieses Vorhaben. Ein Jazzstudiengang an der Hochschule für Musik und Theater und der Popkurs als Kontaktstudiengang für Popularmusik sind inzwischen zu festen Einrichtungen geworden.
Ab 1983 führte Samson als Nachfolger von Peter Hartmann als Direktor die Amtsgeschäfte am Hamburger Konservatorium weiter. Er gab dem Konservatorium eine neue Struktur, richtete Planstellen ein und konnte bei der Kulturbehörde erreichen, das die Angestelltenverträge an den BAT gekoppelt und die Subventionen auf € 600.000 in kurzer Zeit verdreifacht wurden. Von 1983 bis 1989 gehörte er als stv. Vorsitzender dem DML Prüfungsausschuss an der Musikhochschule mit an. Er organisierte in Zusammenarbeit mit dem NDR, der Deutschen Phono-Akademie e.V. und der Kulturbehörde das Hamburger „hörfest“ zur Förderung des Popmusikernachwuchses, richtete eine eigene Popmusikabteilung ein und organisierte regelmäßig mit den von ihm gegründeten „Hamburger Vokalistinnen“ Konzerte im In- und Ausland.
1990 begründete er mit Unterstützung des Hamburger Unternehmers Gerhard Frei die SängerAkademie Hamburg, ein privates Ausbildungsinstitut für Laien- und Berufssänger. Ziel dieser Institution ist es, sich in Ergänzung zur Musikhochschule mit entsprechenden Studiengängen der Ausbildung von Berufschorsängern und seit 1999 auch der Ausbildung von Popsängern anzunehmen. Nachdem die Ausbildung durch ein Gutachten der Musikhochschule als gleichwertig mit der Musikhochschule eingestuft wurde, erhielt die auf gemeinnützig arbeitende SängerAkademie die staatliche Anerkennung zugesprochen. Die Zentrale Evaluations- und Akkreditierungsagentur)  bestätigte 2011, dass die Studiengangskonzepte Popularmusik Gesang und Berufschorgesang den Anforderungen der Bachelorausbildung entsprechen. Samson organisierte Wettbewerbe zur Nachwuchsförderung im Bereich der Popularmusik, zunächst den Stimmtreff mit dem NDR, Hamburg-Welle (90,3), der Deutschen Phono-Akademie, inzwischen den Songlive Creativ Wettbewerb Pop in Verbindung mit dem Hamburger Lokalsender TIDE TV / TIDE Radio 96,0 NET, dem Hamburger Wochenblatt und der Franz-Grothe-Stiftung.

## Ehrungen und Auszeichnungen
Für seine Verdienste um die Ausbildung und Sicherung der musikalischen Kultur in Deutschland wurde Klaus Peter Samson 2015, anlässlich des 25-jährigen Bestehens der SängerAkademie Hamburg, mit dem Verdienstkreuz am Bande des Verdienstordens der Bundesrepublik Deutschland geehrt.